# Biin-myeon
Biin-myeon (koreanska: 비인면) är en socken i kommunen Seocheon-gun i provinsen Södra Chungcheong i Sydkorea, 160 km söder om huvudstaden Seoul.